# Châtillon-sur-Lison
Châtillon-sur-Lison is een plaats en voormalige gemeente in het Franse departement Doubs in de regio Bourgogne-Franche-Comté en telt 13 inwoners (2009). De plaats maakt deel uit van het arrondissement Besançon.

## Geschiedenis
Châtillon-sur-Lison werd op 1 januari 2022 opgenomen in de gemeente Cussey-sur-Lison, die daarmee de status van commune nouvelle kreeg.

## Geografie
De oppervlakte van Châtillon-sur-Lison bedraagt 3,0 km², de bevolkingsdichtheid is dus 4,3 inwoners per km².
De onderstaande kaart toont de ligging van Châtillon-sur-Lison met de belangrijkste infrastructuur en aangrenzende gemeenten.

## Demografie
Onderstaande figuur toont het verloop van het inwonertal (bron: INSEE-tellingen).